# (5747) Williamina
(5747) Williamina es un asteroide perteneciente al cinturón de asteroides descubierto el 10 de febrero de 1991 por Robert H. McNaught desde el Observatorio de Siding Spring, Nueva Gales del Sur, Australia.

## Designación y nombre
Designado provisionalmente como 1991 CO3. Debe su nombre a Williamina Fleming, una astrónoma escocesa-estadounidense responsable de importantes avances en la catalogación de estrellas y su clasificación.

## Características orbitales
Williamina está situado a una distancia media del Sol de 2,396 ua, pudiendo alejarse hasta 2,975 ua y acercarse hasta 1,817 ua. Su excentricidad es 0,241 y la inclinación orbital 24,63 grados. Emplea 1355,07 días en completar una órbita alrededor del Sol.

## Características físicas
La magnitud absoluta de Williamina es 12,5. Tiene 9,283 km de diámetro y su albedo se estima en 0,154. 